# Чекмасов, Валентин Сергеевич
Валенти́н Серге́евич Чекма́сов (род. 13 ноября 1940, Сортавала, Карело-Финская ССР, СССР) — живописец, портретист, пейзажист, график, Народный художник Российской Федерации (2007).

## Биография
Родился в Сортавале. Отец погиб в первые дни Советско-финской войны (1941—1944) на пограничной заставе в Лахденпохском районе.
После окончания войны, мать с детьми вернулась из эвакуации в Карелию, в Петрозаводск.
В школьные годы Валентин Чекмасов занимался в изостудии Петрозаводского дворца пионеров.
В 1958—1962 годах обучался и окончил Ленинградское художественно-графическое педагогическое училище.
В 1962—1968 годах обучался и окончил живописный факультет Ленинградского института живописи, скульптуры и архитектуры (мастерская Ю. М. Непринцева).
В 1971 году принят в Союз художников СССР.
В 1985—1991 годах — председатель правления Союза художников Карелии.
Проживает в Петрозаводске.

## Известные произведения
Живопись — «Мать» (1969), «Хирург Васильев» (1972), «Дождливый день» (1975), «Эрик и Эйла Раутио» (1977), «Скульптор Л. Ланкинен», «Материнство» (1978), «Деревня Ялгуба» (1981), «Портрет В. Халла» (1982), «Писатель Д. Гусаров», «Поэт Т. Сумманен» (1983), серия портретов олончан (1985—1986), «Костомукшский пейзаж» (1987), «Размышление. Автопортрет» (1988), «Творческая идиллия» (1990), «Портрет режиссёра И. Петрова» (1994), «Портрет П. Сепсякова», «Портрет В. Доршакова» (1996), «Памяти матери» (2003).
Произведения художника находятся в Государственной Третьяковской галерее, Музее изобразительных искусств Республики Карелия.

## Выставки
- Всесоюзные (1972, 1976, 1977, 1979, 1982, 1983, 1987)
- Всероссийские (1972, 1975, 1980, 1981, 1983, 1985, 1991, 1992)
- Карельских художников в Москве (1980), в Ленинграде (1980), в ГДР (1972, 1977, 1983, 1985), в Финляндии (1972, 1976, 1978), Польше (1976, 1979, 1984)
- «Север» (1969—1989)
- Персональные: Петрозаводск (1980, 1990), Москва (1984), Финляндия (1991), Великий Новгород (2013).